# 第七の封印 (映画)
『第七の封印』（だいななのふういん、スウェーデン語: Det sjunde inseglet、英語: The Seventh Seal）は、1957年製作のスウェーデン映画。イングマール・ベルイマン監督作品。
土着信仰とキリスト教信仰が混在する中世の北欧を舞台に、十字軍の遠征から帰途についた騎士と死神の対決を通して神の存在を問い掛けた作品。
スティーヴン・ジェイ・シュナイダーの『死ぬまでに観たい映画1001本』に掲載されている。

## 概要

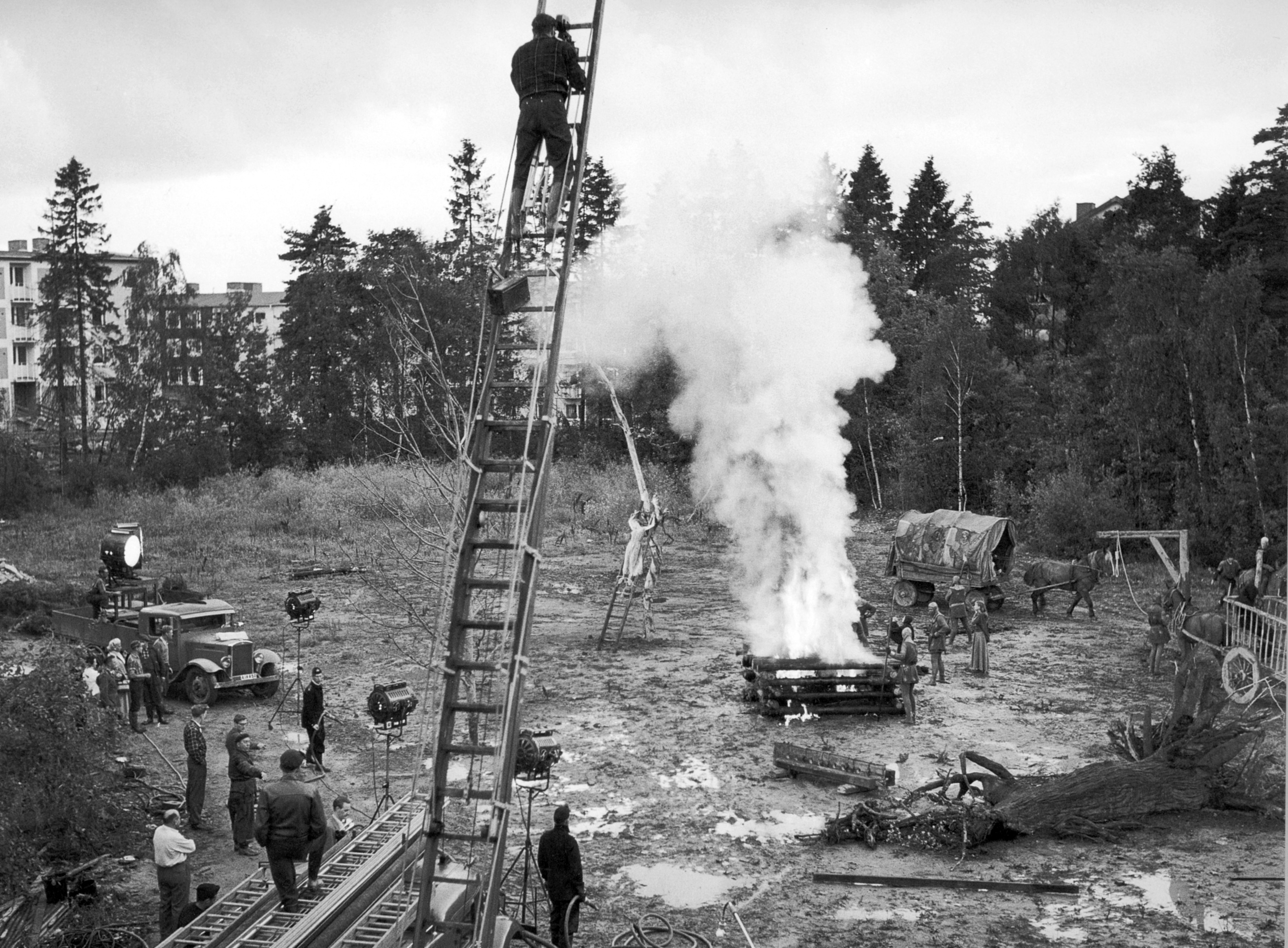
撮影風景

前作の『夏の夜は三たび微笑む』がカンヌ国際映画祭の特設賞である「詩的ユーモア賞」を受賞し、興行的成功を収めたことで自分の好きなように映画を製作できる自由を得たイングマール・ベルイマンが、一転して神の不在という実存主義的なテーマに挑んだ問題作である。
本作品でベルイマンは前年の『夏の夜は三たび微笑む』に続き、1957年度のカンヌ国際映画祭のパルム・ドールに二年連続でノミネートされた。受賞はならなかったものの、本作品は同映画祭の審査員特別賞をベルイマンに齎（もたら）した。前作と『第七の封印』の二作続けての批評的成功は、ベルイマンの世界的な映画監督としての声望を不動のものにした。同時に映画中で重要な役柄を演じたマックス・フォン・シドーとビビ・アンデショーンの二人にとって、本作品は彼らのキャリアを飛躍させる出世作にもなった。

## ストーリー
舞台は十字軍の遠征が終わってまだ間もない頃のスウェーデン。騎士のアントニウス・ブロックとその従者ヨンスは、10年にも渡る無益な遠征から帰国する。そこで彼らが見たのは、黒死病に蹂躙される祖国と、神に救いを求め惑乱する哀れな民衆の姿だった。
故郷に辿りつくと同時にアントニウスは、彼の後を追ってきた死神の存在に気付く。アントニウスに死を宣告する死神に対して、彼は自らの命を賭けたチェスでの対決を申し入れる。それはただ死を恐れた上での時間稼ぎではなく、神の存在を確認し、徒労に終わった戦役で揺らいだ信仰を取り戻すためのものだった。
死神との勝負は長引き、その間の猶予を生かしてアントニウスは妻の待つ居城へと歩みを進める。道中でアントニウスは様々な人物に遭遇する。家族を疫病で失った少女、下劣な犯罪者に成り下がった嘗ての聖職者、火焙りの刑に処される魔女、疫病の蔓延を神の天罰だと考え自らを鞭打つ狂信者たち、純朴な旅芸人の一家、破滅の予感に恐れおののく人々、妻に駆け落ちされた鍛冶屋などなど。そのうち少女と旅芸人一家、鍛冶屋夫妻を一行に加え、アントニウスは更に城への旅を続ける。だが、それは同時に彼に残された猶予期間が終わりつつあることを意味していた。
城を目前としたある夜、アントニウスは死神相手にチェスでの敗北を認める。結局彼自身の魂の救済も神との対話も何一つ達成できなかったアントニウスだが、旅芸人の一家を死神から守ることには成功する。荒れ果てた城で妻と再会し、晩餐をとるアントニウスとその一行。だが無残にも死神が現れ、その場に居た者全員の命を奪ってしまう。
翌朝死神の魔の手から無事逃げ出した旅芸人のヨフが見たのは、死神に先導され数珠繋ぎになって死の舞踏を踊るアントニウスら犠牲者たちの姿だった。旅芸人一家がこれからも無事旅を続けることを予感させて、映画の幕は閉じる。

## スタッフ
- 製作：アラン・エーケルンド
- 監督：イングマール・ベルイマン
- 脚本：イングマール・ベルイマン
- 撮影：グンナール・フィッシェル
- 音楽：エリク・ノルドグレン
- 美術：P・A・ルンドグレン
- 振付：エルス・フィッシャー

## キャスト
- 騎士アントニウス・ブロック：マックス・フォン・シドー
- 従者ヨンス：グンナール・ビョルンストランド
- 死神：ベント・エケロート
- 旅芸人：ニルス・ポッペ
- 旅芸人の妻：ビビ・アンデショーン
- 少女：グンネル・リンドブロム
- ラヴァル：ベティル・アンデルベルイ
- 鍛冶屋：オーケ・フリーデル
- 鍛冶屋の妻：インガ・ジル
- 魔女：モード・ハンソン

## トリビア
- 表題の「第七の封印」は新約聖書のヨハネの黙示録から採られたものである。該当箇所からの引用は映画の序盤と終盤にそれぞれ1回ずつ行われ、作品のテーマを暗示している。
- 黒いローブを身にまとった白い顔の男という本作品中の死神のイメージは、その後様々な映画やテレビドラマにおける死神像に影響を与えた。死神とのチェスのシーンも非常に有名である。
- 生涯で数多くの映画を監督したベルイマンだが、本作品のことを特に気に入っていたと言われる。
- アーノルド・シュワルツェネッガー主演の映画『ラスト・アクション・ヒーロー』に、本作の死神が映画の世界から現実の世界にやってくるシーンがあり、イアン・マッケランが演じた。
- マーク・ウェブ監督作『(500)日のサマー』の劇中でジョゼフ・ゴードン＝レヴィット演じる主人公が夢の中で観る映画に本作のチェスシーンのパロディが登場する。
- モンテ・ヘルマン監督作『果てなき路』の劇中で主人公の映画監督が本作を鑑賞するシーンが登場する。